# التعاونية الناصرية (أولاد اسبيطة 1)
التعاونية الناصرية هو دُوَّار يقع بجماعة أولاد سبيطة، إقليم سيدي بنور، جهة الدار البيضاء سطات في المملكة المغربية. ينتمي الدوّار لمشيخة أولاد اسبيطة 1 التي تضم 16 دوار. يقدر عدد سكانه بـ 623 نسمة حسب الإحصاء الرسمي للسكان والسكنى لسنة 2004.

## روابط خارجية
- البوابة الوطنية للجماعات الترابية
- المندوبية السامية للتخطيط